# Tinerkouk
Tinerkouk là một đô thị thuộc tỉnh Adrar, Algérie. Dân số thời điểm năm 2002 là 13.393 người.